# تشارلي بيرد (صحفي)
تشارلي بيرد (بالإنجليزية: Charlie Bird)‏ هو مذيع وصحفي أيرلندي، ولد في 9 سبتمبر 1949 في سانديمونت ‏ في جمهورية أيرلندا.